# Akemi Nishiya
Akemi Nishiya (西谷 明美, Akemi Nishiya) (née le 11 mars 1965) est une joueuse de tennis japonaise, professionnelle dans les années 1980 et au début des 1990. 

## Palmarès

### Titre en double dames
| No | Date       | Nom et lieu du tournoi            | Catégorie | Dotation | Surface      | Partenaire      | Finalistes                 | Score    |          |
| -- | ---------- | --------------------------------- | --------- | -------- | ------------ | --------------- | -------------------------- | -------- | -------- |
| 1  | 15/07/1991 | Volvo San Marino Open Saint-Marin | Tier V    | 75 000 $ | Terre (ext.) | Kerry-Anne Guse | Laura Garrone Mercedes Paz | 6-0, 6-3 | Parcours |

### Finale en double dames
| No | Date       | Nom et lieu du tournoi | Catégorie | Dotation | Surface    | Vainqueures                | Partenaire  | Score    |          |
| -- | ---------- | ---------------------- | --------- | -------- | ---------- | -------------------------- | ----------- | -------- | -------- |
| 1  | 15/04/1991 | Volvo Open Pattaya     | Tier V    | 75 000 $ | Dur (ext.) | Nana Miyagi Suzanna Wibowo | Rika Hiraki | 6-1, 6-4 | Parcours |

## Parcours en Grand Chelem

### En simple dames
| Année | Open d'Australie | Open d'Australie | Internationaux de France | Internationaux de France | Wimbledon       | Wimbledon         | US Open | US Open |
| ----- | ---------------- | ---------------- | ------------------------ | ------------------------ | --------------- | ----------------- | ------- | ------- |
| 1988  | 2e tour (1/32)   | Etsuko Inoue     | -                        | -                        | -               | -                 | -       | -       |
| 1989  | 2e tour (1/32)   | Marianne Werdel  | 1er tour (1/64)          | Gabriela Sabatini        | 1er tour (1/64) | Catherine Tanvier | -       | -       |
| 1990  | 1er tour (1/64)  | Patty Fendick    | -                        | -                        | -               | -                 | -       | -       |

À droite du résultat, l’ultime adversaire.

### En double dames
| Année | Open d'Australie              | Open d'Australie           | Internationaux de France   | Internationaux de France   | Wimbledon                     | Wimbledon               | US Open                | US Open               |
| ----- | ----------------------------- | -------------------------- | -------------------------- | -------------------------- | ----------------------------- | ----------------------- | ---------------------- | --------------------- |
| 1988  | 2e tour (1/16) Ei Iida        | C. Lindqvist Robin White   | -                          | -                          | -                             | -                       | -                      | -                     |
| 1989  | 1er tour (1/32) Masako Yanagi | Tracey Morton Heidi Sprung | 1er tour (1/32) M. Jaggard | Jo-Anne Faull R. McQuillan | 1er tour (1/32) Maya Kidowaki | B. Potter Kathy Rinaldi | -                      | -                     |
| 1991  | 2e tour (1/16) Sabine Hack    | K. Godridge K. Sharpe      | -                          | -                          | 1er tour (1/32) Rika Hiraki   | M. Jaggard C. Suire     | 2e tour (1/16) K. Guse | N. Tauziat J. Wiesner |
| 1992  | 1er tour (1/32) A. Kijimuta   | G. Helgeson T. Whitlinger  | -                          | -                          | -                             | -                       | -                      | -                     |

Sous le résultat, la partenaire ; à droite, l’ultime équipe adverse.

## Classements WTA en fin de saison

### En simple
| Année | 1984 | 1985 | 1986 | 1987 | 1988 | 1989 | 1990 | 1991 | 1992 |
| Rang  | 242  | 267  | 240  | 202  | 173  | 154  | 198  | 276  | 729  |

Source : (en) « Classements de Akemi Nishiya », sur le site officiel du WTA Tour

### En double
| Année | 1986 | 1987 | 1988 | 1989 | 1990 | 1991 | 1992 |
| Rang  | 318  | 209  | 152  | 301  | 213  | 66   | 228  |

Source : (en) « Classements de Akemi Nishiya », sur le site officiel du WTA Tour